# Unterton
Unterton ist ein Begriff aus der Musik bzw. Akustik, der auch für andere physikalische Schwingungen gilt. In der Musik wird er auch Subharmonische genannt.

## Definition
Nach Hermann von Helmholtz sind die „harmonischen Untertöne“ eines „Klangs“ jene, zu deren „harmonischen Obertönen“ er gehört. Die Frequenzen der Untertöne sind somit ganzzahlige Teiler der Grundtonfrequenz bzw. die Grundtonfrequenz ist jeweils ein ganzzahliges Vielfaches der Frequenzen der Untertöne:
| n-ter Unterton | n+1-te Subharmonische | Frequenzen | Beispiel für den Kammerton A (440 Hz) als Grundton            | der Grundton ist ... dieses Untertones |
| -------------- | --------------------- | --- | ------------------------------------------------------------- | -------------------------------------- |
| 0. Unterton    | 1. Subharmonische     | {\displaystyle f_{\text{UT0}}={\tfrac {1}{1}}\cdot f_{\text{Grundton}}=f_{\text{GT}}}                                | {\displaystyle f_{\text{UT0}}=f_{\text{GT}}=440\;{\text{Hz}}} | 0. Oberton bzw. 1. Harmonische         |
| 1. Unterton    | 2. Subharmonische     | {\displaystyle f_{\text{UT1}}={\tfrac {1}{2}}\cdot f_{\text{GT}}\Leftrightarrow f_{\text{GT}}=2\cdot f_{\text{UT1}}} | {\displaystyle f_{\text{UT1}}=220\;{\text{Hz}}}               | 1. Oberton bzw. 2. Harmonische         |
| 2. Unterton    | 3. Subharmonische     | {\displaystyle f_{\text{UT2}}={\tfrac {1}{3}}\cdot f_{\text{GT}}\Leftrightarrow f_{\text{GT}}=3\cdot f_{\text{UT2}}} | {\displaystyle f_{\text{UT2}}=147\;{\text{Hz}}}               | 2. Oberton bzw. 3. Harmonische         |
| 3. Unterton    | 4. Subharmonische     | {\displaystyle f_{\text{UT3}}={\tfrac {1}{4}}\cdot f_{\text{GT}}\Leftrightarrow f_{\text{GT}}=4\cdot f_{\text{UT3}}} | {\displaystyle f_{\text{UT3}}=110\;{\text{Hz}}}               | 3. Oberton bzw. 4. Harmonische         |
| 4. Unterton    | 5. Subharmonische     | {\displaystyle f_{\text{UT4}}={\tfrac {1}{5}}\cdot f_{\text{GT}}\Leftrightarrow f_{\text{GT}}=5\cdot f_{\text{UT4}}} | {\displaystyle f_{\text{UT4}}=88\;{\text{Hz}}}                | 4. Oberton bzw. 5. Harmonische         |
| ...            | ...                   | ... | ...                                                           |                                        |

Die Perioden der Untertöne sind ganzzahlige Vielfache der Periode des Bezugstons (sind also 2, 3, 4 usw. mal größer). Veranschaulichen kann man sich dies, indem man die Länge einer Saite nicht teilt wie bei den Obertönen, sondern verdoppelt, verdreifacht usw.
Die Untertonreihe kann aus der Obertonreihe bzw. die Subharmonischen können aus den Harmonischen jeweils durch Spiegelung am Grundton bzw. an der Grundschwingung nach unten gedacht werden.

## Auftreten
Während die Obertöne mehr oder weniger stark bei jedem Klangerzeuger oder Musikinstrument mitklingen, tauchen die Untertöne im Frequenzspektrum der meisten Instrumente nicht auf. Bei Streichinstrumenten kann man etwas Vergleichbares durch zu hohen Bogendruck hervorrufen. Dies sind jedoch keine Untertöne, sondern anomalous low frequencies, welche durch Verrutschen der Bogenhaare beim Stick-Slip-Effekt entstehen.
Bei Glocken spielt der Unterton eine wichtige Rolle für die Einteilung der Glockentypen.
Untertöne bildeten die Grundlage des von Oskar Sala konstruierten und gespielten Mixturtrautoniums.
Lose an schwingenden Oberflächen anliegende Gegenstände erzeugen manchmal Subharmonische. Bekannter sind Subharmonische bei technischen Prozessen wie Ultraschall-Anwendungen (Ultraschallreinigungsgeräte, Ultraschallschweißen, Sonotroden). Sie äußern sich in Zwitschern und Quietschen bei Anwendung einer an sich jenseits des Hörbereiches liegenden Grundschwingung.

## Zusammenhang mit Akkorden
Während sich aus den ersten Obertönen eines Grundtons der Ton-Vorrat für den Dur-Akkord ergibt, ergeben die ersten Untertöne den Moll-Akkord. Die in der (spekulativen) Musiktheorie verbreitete Lehrmeinung, der Moll-Dreiklang sei somit ein zum Dur-Dreiklang spiegelsymmetrischer „Unterklang“ wird als harmonischer Dualismus bezeichnet:
Beispiel für Grundton C:
Obertöne sind
| Grundton | 1 | 2 | 3 | 4 | 5 | 6 | 7 |
| C        | C | G | C | E | G | B | C |

Damit ergibt sich aus den ersten Obertönen der C-Dur-Akkord C-E-G.
Untertöne sind
| Grundton | 1 | 2 | 3 | 4  | 5 | 6 | 7 |
| C        | C | F | C | As | F | D | C |

Damit ergibt sich aus den ersten Untertönen der f-Moll-Akkord F-As-C.
In der modernen Musik gibt es immer wieder Experimente, die Töne mit der 7-fachen bzw. einem Siebtel der Grundfrequenz mit in die Harmonien einzubeziehen. Im obigen Beispiel die Töne B und D.